# Col de l'Homme Mort
Ne pas confondre avec le col de l'Homme Mort (Gard) (1 295 m) dans les Cévennes.
Le col de l'Homme Mort est un col situé à une altitude de 1 211 m dans la Drôme. Il permet de relier par la route la haute vallée du Toulourenc au plateau d'Albion.

## Situation
Il se situe dans les monts de Vaucluse, à l'ouest de la montagne d'Albion, entre les communes de Barret-de-Lioure côté nord et de Ferrassières côté sud, à une altitude de 1 211 m. Son versant sud, long de 4,8 km sur un dénivelé de 210 mètres, a une pente moyenne de 4,38 %, avec des passages à un maximum de 6 %.

## Cyclisme
Le Tour de France a emprunté ce col, classé 2e catégorie, lors de la 16e étape du Tour de France 1956 entre Aix-en-Provence et Gap ; Jean Forestier est passé en tête.
Le tracé de la première édition du Mont Ventoux Dénivelé Challenges prévoit d'emprunter le col le 17 juin 2019.